# Clonagens Patalójikas
Clonagens Patalójikas é um episódio da série Ducktales.

## Episódio

### Enredo
Um dia, Maga Patalójika está rindo-se porque encontrou o plano perfeito para roubar a Moedinha Número 1 com a qual poderá governar o mundo. Nessa noite, em Patópolis, Maga liberta os Irmãos Metralha pedindo-lhes que eles a ajudem a roubar a nº 1. Os bandidos só aceitam se Maga prometer-lhes dar todo o dinheiro da caixa-forte. Na manhã seguinte, na mansão Mc Patinhas, Huguinho, Zezinho e Luisinho pedem dinheiro ao tio Patinhas para poderem ir ao cinema. Depois de lhes dar o dinheiro, Patinhas avisa Madame Patilda que hoje vem à mansão uma repórter chamada Webra Walters para o entrevistar.
Fora, perto da piscina, Maga usa um pó mágico para transformar os Metralhas nos sobrinhos e avisa-os para eles se manterem afastados dos espelhos, pois eles revelaram a verdadeira identidade deles. Chega Webra Walters a quem Patinhas tenta impressionar dizendo que tudo é normal na mansão. Nesse momento, a Madame Patilda desce a escadaria assustada porque viu o reflexo dos Metralhas mas Patinhas disfarça enviando Patilda para a cozinha. A confusão fica instalada quando os verdadeiros sobrinhos voltam: eles pensam que Madame Patilda é um alien.
O verdadeiro Zezinho conduz Bigtime e Babyface até à verdadeira nº 1. Na cozinha, Madame Patilda encontra acidentalmente Maga e a bruxa lança-lhe um feitiço. Maga descobre quem é verdadeiramente Zezinho e os vilões capturam-o juntamente com Madame Patilda. Na mansão, o efeito do feitiço faz reaparecer Burger que revela o plano de Maga. Patinhas, Webra e os restantes sobrinhos para a casa de Maga. Lá, Patinhas faz um acordo:a liberdade de Patilda e Zezinho pela verdadeira nº 1.
Quando estão indo-se embora, Patinhas revela que deu uma cópia á Maga e a moeda que ela tinha era falsa. Nesse momento, a casa da Maga explode e ela jura que, um dia destes, ainda vai governar o mundo.

### Curiosidades
- O título em inglés (Send the Clones) é uma paródia do filme Send the Clowns;
- Na história de Don Rosa, Tesouro de Croesus, Patinhas dá uma moeda falsa a Maga mas nenhuma explosão acontece;
- Foi a primeira aparição de Webra Walters;
- Como quase todas as versões, a Maga aparece querendo a Número Um com a qual ela produzira um talismã que lhe dará o toque de midas. Porem, em DuckTales é revelado que o tal talismã tem um poder maior: dara à Maga a magia necessária para poder conquistar o mundo. Esse poder é revelado no episódio "O Futuro do Patinhas".